# The Loved Ones (album)
The Loved Ones is een ep van de gelijknamige Amerikaanse punkband The Loved Ones. Het album werd eerst uitgegeven op 10 februari 2005 door Chunksaah Records en vervolgens op 12 februari ook via Jade Tree Records. Het album is twee keer heruitgegeven: een keer in 2009 en een keer in 2016.

## Nummers
Het nummer "100K" is ook te horen op het debuutalbum Keep Your Heart uit 2006.
1. "100K" - 2:54
2. "Chicken" - 2:50
3. "Massive" - 3:54
4. "Drastic" - 2:51
5. "Candy Cane" - 3:15

## Band
- Dave Hause - zang, gitaar
- Michael Cotterman - basgitaar
- Mike Sneeringer - drums